# واکنش اشتاودینگر
واکنش اشتودینگر(به انگلیسی: Staudinger reaction) یا کاهش اشتودینگر(به انگلیسی: Staudinger reduction) گونه‌ای از واکنش آلی است که طی آن یک آزید با یک فسفین یا فسفیت ترکیب شده و تولید یک حد واسط ایمینوفسفران را می‌دهد. این واکنش به افتخار شیمیدان مشهور آلمانی و برنده جایزه نوبل شیمی ۱۹۵۳، هرمان اشتودینگر نامگذاری شده است.
به عنوان نمونه واکنش سنتز ترکیب چرخ‌دنده‌ای زیر مثالی از یک واکنش اشتودینگر است.